# Запретная любовь (фильм, 1958)
«Запретная любовь» (исп.: Amor prohibido) — аргентинский цветной фильм 1958 года режиссёра Луиса Сесара Амадори.

## Сюжет
По роману «Анна Каренина» Льва Толстого, но действие перенесено в Аргентину 1950-х годов.
Во время скачек Анна, счастливая замужняя женщина с ребёнком, случайно встречает капитана Брауна. Позже они снова оказываются попутчиками в долгой поездке на поезде, и неизбежно возникает любовь. Эти двое пытаются забыть о своей любви, однако ситуация становится все более и более сложной.

## В ролях:[1]
- Зулли Морено
- Хорхе Мистраль
- Сантьяго Гомес
- Беатрис Таибо
- Сусана Кампос
- Педро Лаксалт
- Пепита Мелиа
- Франциско Лопез Силва
- Эльза дель Кампилло
- Серджио Мигель
- Маргарита Бурк
- Мариано Видаль Молина
- Николас Тарикано
- Роберто Бордони
- Антонио Провитило
- Хуан Алигьери
- Ксения Монти

## Съёмки
Фильм был снят в 1955 году, но в сентябре того же года был свергнут Хуан Перон, и поддерживавший его режиссёр был заключён в тюрьму. Премьера фильма состоялась в 1958 году, режиссёром был указан Эрнесто Арансибия, который на самом деле снимал только по просьбе Зулли Морено сцену бала в театре Колон.